# 金盃酒造
金盃酒造株式会社（きんぱいしゅぞう）は、兵庫県神戸市灘区に本社を置く灘五郷の日本酒メーカーである。1890年創業。創業から今日まで清酒「金盃」を中心に製造している。

## 概要
1890年（明治23年）に創業。淡路島で酒造業を営んでいた高田三郎が神戸・三宮に小売酒販店を開き、さらに1916年（大正5年）、灘・大石に醸造場を開設。酒銘「金盃（きんぱい）」は、昔中国で皇帝より賜わるもので、最も権威のあるものとされていた杯に由来する。
酒蔵で働く丁稚や奉公人のインセンティブとして、屋号を継承する暖簾分けで、高田屋という名称を与え、「髙田屋チェーン店」を展開する。
1963年（昭和38年）頃、当時の高田小三郎(常務)は業界にさきがけて四季醸造工場を建設。科学性・合理性に基いた酒造りの技術革新をリードする企業に推進。こうした技術開発の最終目標は、うまい酒であり、1977年（昭和52年）には、現在の生酒ブームの嚆矢となった「金盃生酒」「金盃　大吟醸生酒」（清酒を生成過程で火入れを行わず、ミクロフィルターで不純物を除去する製法）を作り出すパイオニアに成長する。

## 沿革
- 1890年（明治23年）4月1日　初代・高田三郎が本高田商店設立によって創業[3]
- 1916年（大正5年）　灘大石に醸造場開設
- 1917年（大正6年）　商標「金盃菊正宗」取得
- 1922年（大正11年）
  - この時期に銅製の酒樽の使用を開始[4]
  - 東京・越前堀に東京営業所開設
- 1935年（昭和10年）
  - 4月20日　株式会社本高田商店に改組（代表取締役社長は初代・高田三郎。資本金125万円）[3]
- 1938年（昭和13年）
  - 7月5日　神戸大水害にて大被害を受ける[3]
  - この年の製造数量は2,250キロリットル（約12,500石）で戦前最高[3]
- 1942年（昭和16年）
  - 7月31日　初代・高田三郎死去。二代目高田三郎、社長に就任[3]
- 1945年（昭和20年）
  - 3月17日　本社空襲により本社および工場全施設焼失[3]
  - 12月　石崎株式会社の酒造工場を借り受けて製造[3]
- 1946年（昭和21年）本社事務所および酒造工場買収などにより製造を再開[3]
- 1963年（昭和38年）11月1日　四季醸造工場完成・製造開始[3]
- 1964年（昭和39年）　金盃酒造株式会社に社名変更。東京営業所再開[3]
- 1968年（昭和43年）6月 高田小三郎が社長に就任（二代目三郎は会長に）[3]
  - 資本金7,500万円に増資[3]
- 1975年（昭和50年） 販売石数4万石突破[3]
- 1977年（昭和52年）　業界初のミクロ濾過による「生酒」を新発売[3]
- 1984年（昭和59年）7月　社長の高田小三郎が死去[3]
- 1985年（昭和60年）5月　高田貴代子が社長に就任[3]
- 1995年（平成7年）1月　阪神・淡路大震災で大きな被害を受ける[5]

## 主な商品
- 金盃　特撰　1.8リットル瓶
- 金盃　上撰　1.8リットル瓶
- 金盃　佳撰　1.8リットル瓶
- 金盃　上撰　辛口　1.8リットル瓶
- 金盃　佳撰　辛口　1.8リットル瓶
- 金盃　上撰　本醸造　1.8リットル瓶
- 金盃　上撰　本醸造　一番星　1.8リットル瓶
- 金盃　上撰　ゴールド・カップ
- 金盃　佳撰　ゴールド・カップ
- 横綱　特撰　純米酒　1.8リットル瓶
- 横綱　特撰　純米酒　720ミリリットル瓶
- 横綱　特撰　純米酒　300ミリリットル瓶
- 金盃　特撰　本醸造　純金箔入　1.8リットル瓶
- 金盃　大吟醸　生酒　720ミリリットル瓶
- 金盃　大吟醸　生酒　300ミリリットル瓶
- 金盃　生酒　300ミリリットル瓶